# Réquista
Réquista is een gemeente in het Franse departement Aveyron (regio Occitanie). De plaats maakt deel uit van het arrondissement Rodez. Réquista telde op 1 januari 2022 1.940 inwoners.

## Geografie
De oppervlakte van Réquista bedroeg op 1 januari 2022 59,32 vierkante kilometer; de bevolkingsdichtheid was toen 32,7 inwoners per km².
De onderstaande kaart toont de ligging van Réquista met de belangrijkste infrastructuur en aangrenzende gemeenten.

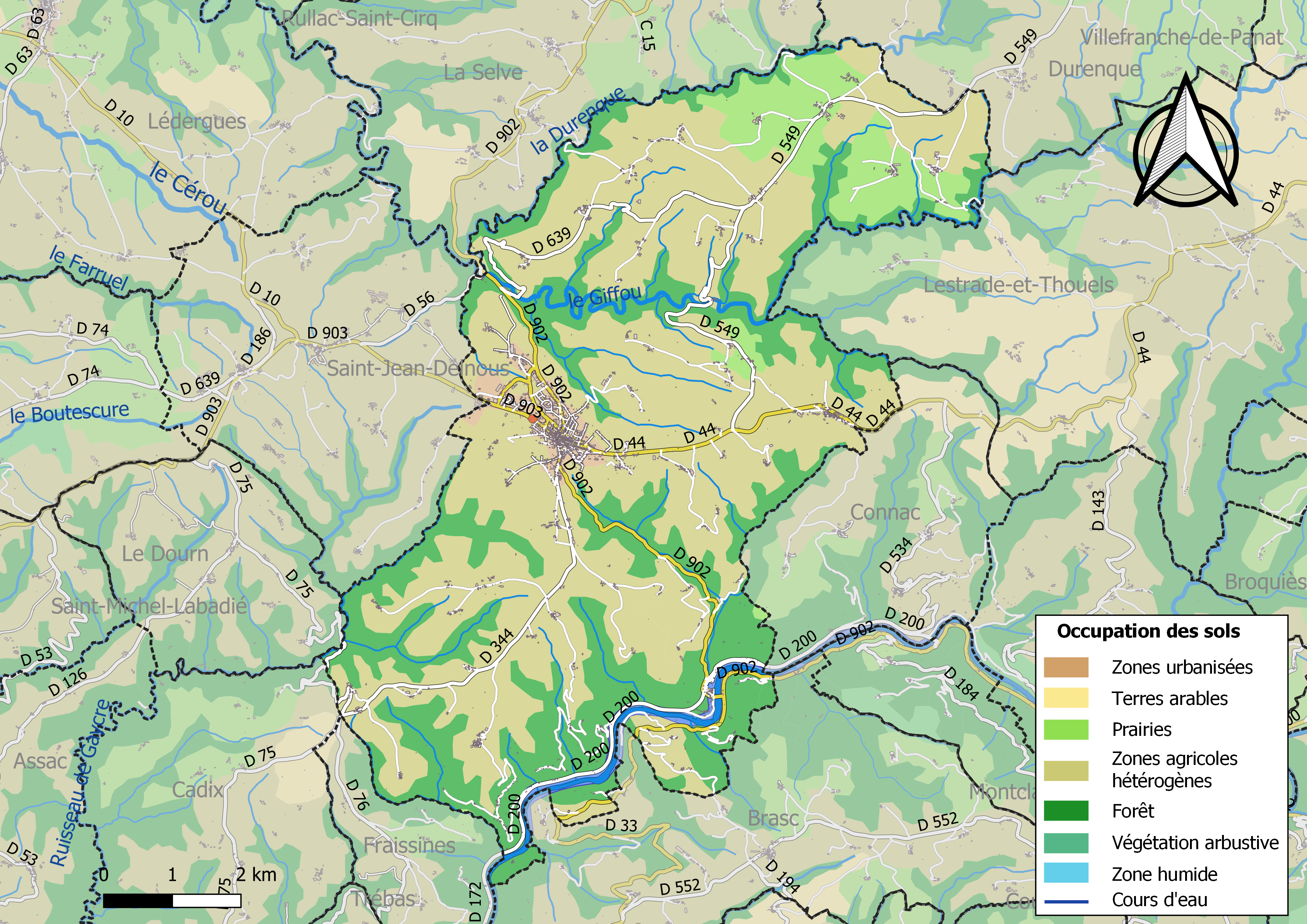

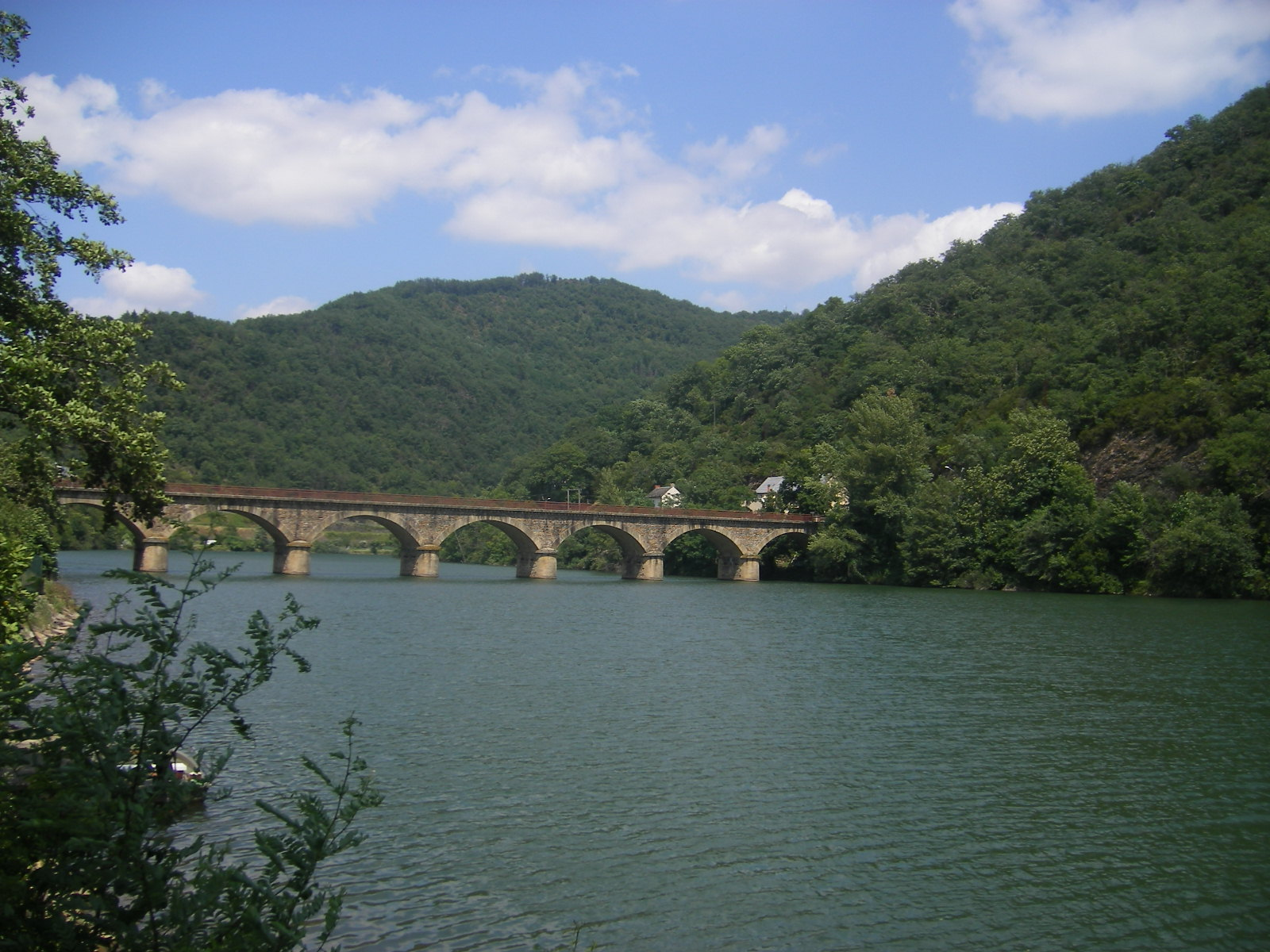
Brug over de Tarn

## Demografie
Onderstaande figuur toont het verloop van het inwonertal (bron: INSEE-tellingen).

Vanwege een beveiligingsprobleem met de MediaWiki Graph-software is het momenteel niet mogelijk deze grafiek weer te geven. Zodra de software is bijgewerkt zal de grafiek vanzelf weer zichtbaar worden.